# The Final Experiment
The Final Experiment to progresywno metalowy album wydany w 1995 roku przez holenderskiego multiinstrumentalistę Arjena Lucassena. Album oryginalnie został nazwany Ayreon: The Final Experiment bez nazwy artysty, jednak po namowach ze strony wytwórni płytowej nazwa Ayreon stała się oficjalną nazwą projektu Arjena. Na tym albumie znalazły się koncepty, których Arjen użyje w kolejnych albumach Ayreon.

## Lista utworów
Prologue
1. „Prologue” (3:16)
  1. The Time Telepathy Experiment
  2. Overture
  3. Ayreon's Quest

Act I: The Dawning
1. „The Awareness” (6:36)
  1. The Premonition
  2. Dreamtime (Words Become a Song)
  3. The Awakening
2. „Eyes of Time” (5:05)
  1. Eyes of Time
  2. Brainwaves
3. „The Banishment” (11:08)
  1. A New Dawn
  2. The Gathering
  3. The Accusation
  4. The Banishment
  5. Oblivion

Act II: King Arthur’s Court
1. „Ye Courtyard Minstrel Boy” (2:45)
2. „Sail Away to Avalon” (4:02)
3. „Nature's Dance” (2:27)

Act III: Visual Echoes
1. „Computer-Reign (Game Over)” (3:24)
2. „Waracle” (6:44)
3. „Listen to the Waves” (4:58)
4. „Magic Ride” (3:35)

Act IV: Merlin's Will and Ayreon's Fate
1. „Merlin's Will” (3:20)
2. „The Charm of the Seer” (4:11)
3. „Swan Song” (2:44)
4. „Ayreon's Fate” (6:55)
  1. Ayreon's Fate
  2. Merlin's Prophecy
  3. Epilogue

### CD2 (tylko wydane po 2005 roku)
1. „Dreamtime” (śpiewa Astrid van der Veen z Ambeon i The Endorphins) – 4:19
2. „Eyes of Time” (śpiewa Ruud Houweling) – 3:25
3. „The Accusation” (śpiewa Rodney Blaze) – 3:49
4. „Ye Courtyard Minstrel Boy” (śpiewa Esther Ladiges) – 2:50
5. „Sail Away to Avalon” (śpiewa John JayCee Cuijpers z Parris) – 3:26
6. „Nature's Dance” (śpiewa Peter Daltrey) – 2:03
7. „Waracle” (śpiewa Marcela Bovio ze Stream of Passion i Elfonía) – 5:16
8. „Merlin's Will” (śpiewa Irene Jansen) – 3:29
9. „The Charm of the Seer” (śpiewa Robby Valentine) – 3:29

## Twórcy

### Wokal
- Arjen Lucassen
- Barry Hay (Golden Earring)
- Edward Reekers
- Ian Parry (Elegy)
- Jan Chris de Koeijer (Gorefest)
- Jay van Feggelen
- Lenny Wolf (Kingdom Come)
- Leon Goewie (Vengeance)
- Robert Soeterboek (Cotton Soeterboek Band)
- Ruud Houweling (Cloudmachine)
- Debby Schreuder
- Mirjam van Doorn
- Lucy Hillen

### Instrumenty
- Arjen Anthony Lucassen – gitara, gitara basowa, keyboard, syntezator
- Cleem Determeijer – keyboard
- Ernst van Ee (Trenody) – perkusja
- Jan Bijlsma – gitara basowa
- Jolanda Verduijn – gitara basowa
- Peter Vink – gitara basowa
- Rene Merkelbach – keyboard

#### Na CD2 (tylko wydane po 2005 roku)
- Arjen Anthony Lucassen – gitara, gitara basowa, perkusja, Kotły
- Davy Mickers (Stream of Passion) – perkusja
- Peter Vink – akustyczna gitara basowa
- Marieke van der Heyden – wiolonczela
- Ewa Albering – flet
- Lori Linstruth – solówki gitarowe
- Jeroen Goossens
- Dewi Kerstens – wiolonczela
- Robby Valentine – pianino

### Projekt okładki
- Arjen Anthony Lucassen
- Ruud Houweling
- Richelle Rijst
- Jacoby Peters

### Techniczni
- Arjen Anthony Lucassen – producent
- Oscar Holleman – dźwiękowiec

## Single
- Sail Away to Avalon – wyd. 1995